# Burni Bantau Gambir
Burni Bantau Gambir är ett berg i Indonesien.   Det ligger i provinsen Aceh, i den västra delen av landet, 1 600 km nordväst om huvudstaden Jakarta. Toppen på Burni Bantau Gambir är 559 meter över havet.
Terrängen runt Burni Bantau Gambir är huvudsakligen kuperad, men åt nordväst är den bergig. Terrängen runt Burni Bantau Gambir sluttar österut. Trakten runt Burni Bantau Gambir är nära nog obefolkad, med mindre än två invånare per kvadratkilometer. I omgivningarna runt Burni Bantau Gambir växer i huvudsak städsegrön lövskog.